# Departamento de Mefou-et-Akono
Mefou-et-Akono es un departamento de la región Centro de Camerún. En noviembre de 2005 tenía una población censada de 59 017 habitantes.
Está formado por los siguientes municipios:
- Akono 8,511
- Bikok 16,278
- Mbankomo 20,305
- Ngoumou 13,923